# 飞氘
飞氘（1983年—），男，内蒙古赤峰人，本名贾立元。中国青年科幻作家，现任清华大学中文系副教授。

## 介绍
贾立元的笔名为飞氘，其本科毕业于北京师范大学环境学院、获工学学士学位。2007年9月至2010年7月，就读于北京师范大学文学院，获文学硕士学位。2010年9月至2015年7月，就读于清华大学人文学院中文系，获文学博士学位。
飞氘自2003年起发表科幻和奇幻作品，其短篇科幻小说《一个末世的故事》被翻译成意大利文，收录在世界科幻奇幻年选集《ALIA》中；其作品以结合历史与幻想的“卡尔维诺式”风格著称。曾为郭敬明创立的最世文化旗下的签约作家。

## 出版作品
- 《纯真及其所编造的》ISBN 9787208099784
- 《讲故事的机器人》ISBN 9787537961400
- 《中国科幻大片》ISBN 9787302326182